# Oligonychus proteae
Oligonychus proteae är en spindeldjursart som beskrevs av Meyer och Ryke 1959. Oligonychus proteae ingår i släktet Oligonychus och familjen Tetranychidae. Inga underarter finns listade i Catalogue of Life.